# Cangrejo (armadura)

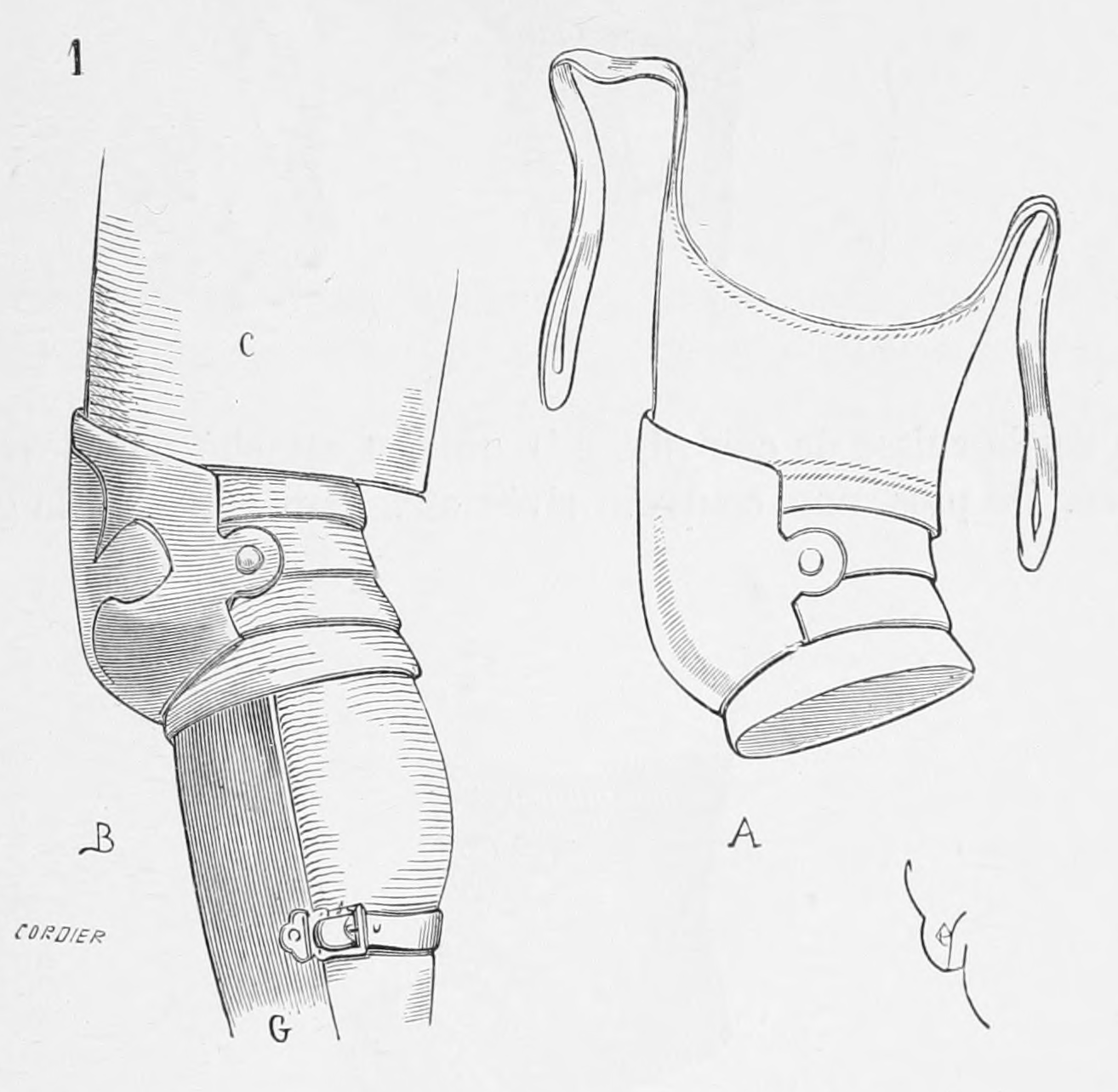
Cangrejo

El cangrejo era una pieza de la armadura formada por láminas metálicas dispuestas de modo que resguardaban las partes del cuerpo donde no se podía aplicar una pieza rígida que no permitiría las flexiones. 
Se llevaban en especial en la sangría del brazo, cerrando el brazal, y en las corvas formando unas musleras cerradas, permitiendo el libre movimiento de las articulaciones.
Estas láminas iban sujetas a un trozo de cuero o tela fuerte y fueron muy poco usadas antes del siglo XVI.